# 苯基三氟化硅
苯基三氟化硅是一种有机硅化合物，化学式为C6H5SiF3。它可由苯基三氯化硅和氟化锌（或氟化氢）反应制得。它和乙酸汞在苯中反应，在25 °C可以得到乙酸苯汞，在60 °C进一步反应，或直接与氧化汞反应，可以得到二苯基汞。